# کامیلا ترور

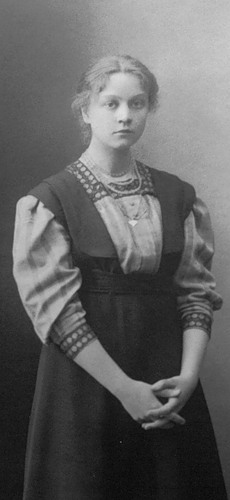
کامیلا ترور

کامیلا واسیل‌یِونا تِروِر (به روسی: Камилла Васильевна Тревер) (متولد ۲۵ ژانویه ۱۸۹۲، سنت پترزبورگ؛ درگذشت ۱۱ نوامبر ۱۹۷۴، لنینگراد) مورخ و خاورشناس روسی و عضو متناظر (corresponding member) در آکادمی علوم روسیه از ۲۹ سپتامبر ۱۹۴۳ بود. ترور متخصص تاریخ و فرهنگ فراقفقاز، آسیای مرکزی و ایران بود.